# سبينر

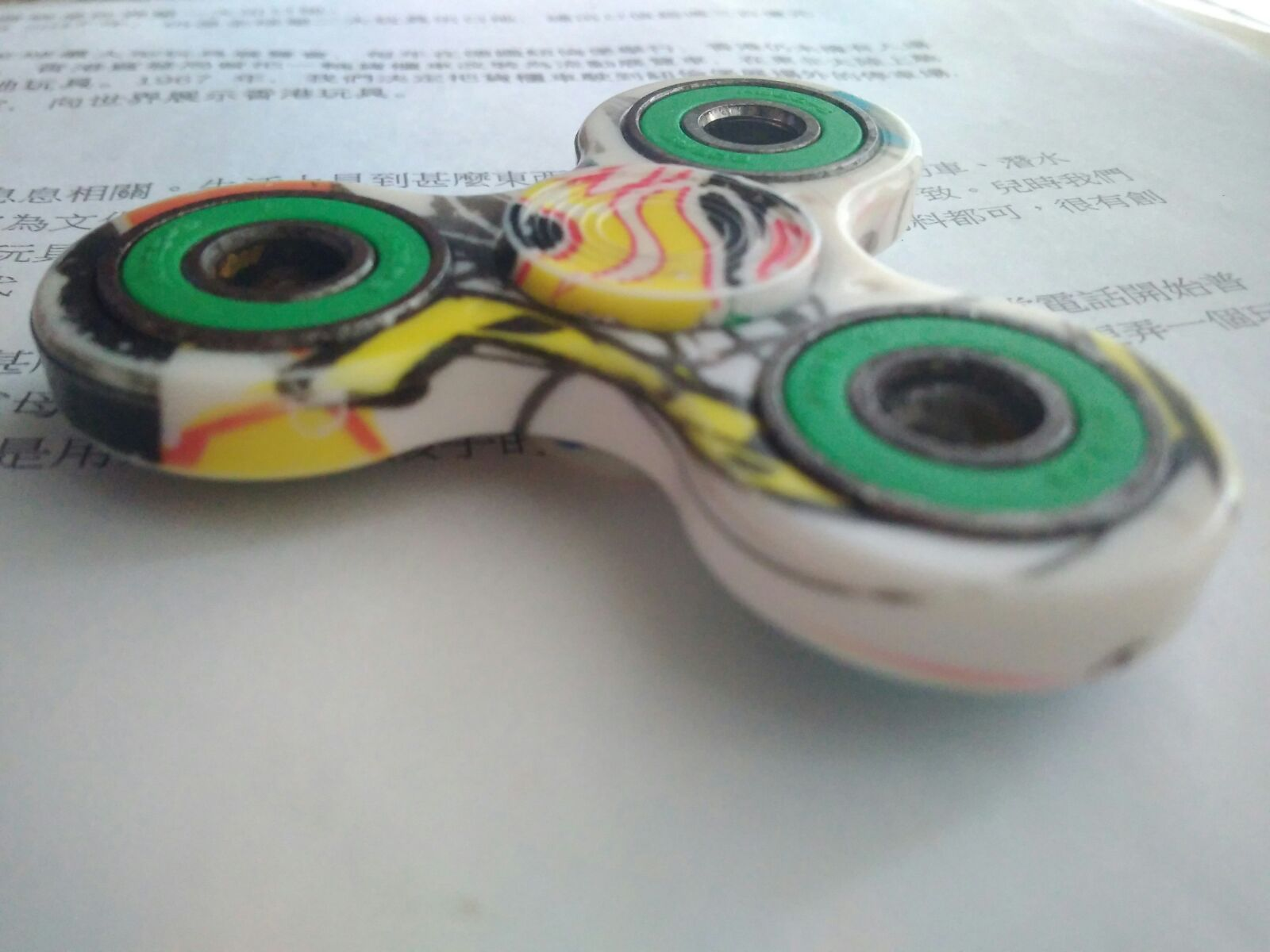
سبينر مُتعدد المواد.

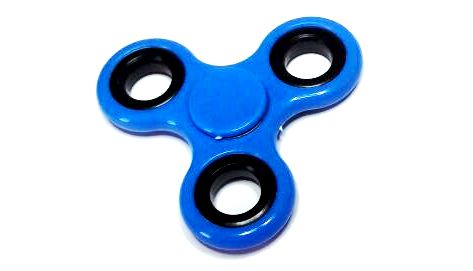
سبينر

مُدَوِّمَة التوتر أو المدومة اليدوية والشائع تسميتها باسم سبينر (بالإنجليزية: Fidget spinner)‏، هي لعبة ثلاثية الأجنحة تقوم بالدوران بشكل محوري حول نفسها، ويعتقد أنها تساعد في اكتساب الهدوء والتخلص من التوتر.

## التصميم
تختلف أشكال وتصاميم الخذرة، وأكثر الخذرات شيوعًا هي تلك التي لها ثلاثة أضلاع (حلقات دائرية) تلتقي في نقطة مركزية في المنتصف على هيئة كرة صغيرة، ويتواجد على أطراف الأضلاع الثلاثة إضاءة خفيفة في بعض نسخها، ويتم اللعب بها عبر الإمساك بها بين الأصابع، وتحريكها وتركها تدور بسرعة كبيرة في أثناء إمساكها.

لعبة الخذرة أثناء الدوران.

## استخدامات طبية
الكثير من الإدعاءات، خصوصاً من قبل جهات التسويق، أشارت إلى نجاعتها في علاج الأطفال المصابين بالتوحد أو بحالات نقص الانتباه وفرط الحركة، وأنها تساعدهم على التركيز، كما وتعمل على التخفيف من التوتر ومعالجة الأرق. بينما اختلف الباحثون في جدوى اللعبة ومدى نجاحها في الغرض الذي تم تسويقها له.